# 대전 고산사 아미타불화
대전 고산사 아미타불화는 대전광역시 동구 고산사에 있는 불화이다. 2005년 5월 9일 대전광역시의 유형문화재 제33호로 지정되었다.

## 개요
화기의 雲門寺는 경상북도 청도 운문사로 추정되며, 그 이유는 불화의 양식이 경북 영천 銀海寺 居祖庵 靈山會上紅幀(1786년)과 유사한 특징을 보이기 때문이다.
즉 두 불화 모두 線描佛畵에서는 잘 사용하지 않는 銀泥로 그린 점과 下品中生印을 취한 手印, 본존의 着衣法, 키형 光背의 형태, 사천왕의 제세와 보살의 모습 등 여러 가지 점에서 친연성을 보인다. 따라서 이 불화는 18세기 이래 경상도 지역의 홍탱의 전통을 이어받아 제작된 것으로서, 19세기 초반에 제작된 작품임에도 불구하고 뛰어난 필치와 회화성을 보여준다.
비록 부분적인 결락이 있고 현재 표구상태가 좋지 않으나 조성년대와 화사, 조성장소, 봉안처 등 조성배경이 분명하며 유려한 필치와 능숙한 선묘로 인하여 현전하는 紅幀 가운데 대표적 작품이라 할 수 있다.

## 참고 문헌
- 고산사아미타불화 - 국가유산청 국가유산포털